# 35-я гвардейская бригада управления
35-я гвардейская Таллинская ордена Красной звезды бригада управления (сокр. 35 бру, в/ч 57849) — тактическое соединение связи Сухопутных войск Российской Федерации.
Бригада дислоцируется в пгт Коченёво и находится в составе 41-й гвардейской общевойсковой армии Центрального военного округа. День бригады 30 июня. 

## История
Формирование изначально создано как 34-й отдельный полк связи в 1941 году в Литве. В 1943 году полк связи в составе 8-й армии принимал участие в операции «Искра», целью которой был прорыв блокады Ленинграда, в 1944 году участвовал в Моонзундской и Таллинской наступательных операциях войск Ленинградского фронта. В годы войны 34-й отдельный полк связи был награждён орденом Красной Звезды и ему присвоено почётное наименование «Таллинский».
После окончания войны полк передислоцирован в Сибирский военный округ, в г. Новосибирск, затем в посёлок Коченёво.
Затем 34-й отдельный полк связи переформирован в 417-й отдельный батальон связи. В 1979 году 417-й батальон переформировывается в 135-ю отдельную бригаду связи. В 1988 году 135-я бригада переформировывается в 235-й отдельный полк связи.

## Награды и почётное наименование
- Почётное наименование "гвардейская" (8 ноября 2023 года) — "за массовый героизм и отвагу, стойкость и мужество, проявленные личным составом бригады в боевых действиях по защите Отечества и государственных интересов в условиях вооружённых конфликтов"[3]
- Почётное наименование «Таллинская» — Приказ Верховного Главнокомандующего № 0338 от 22 октября 1944 года
- Орден Красной Звезды — Указ Президиума Верховного Совета СССР от 16 декабря 1944 года — "за образцовое выполнение заданий командования в боях немецкими захватчиками, за овладение островом Сарема (Эзель) и проявленные при этом доблесть и мужество"